# Starfire
Starfire est le nom de plusieurs héros et personnages. Toutefois, c'est Koriand'r qui est officiellement Starfire, créé en 1980 par Mark Wolfman et George Pérez dans DC Comics Presents no 26.

## Histoire
Starfire (alias Koriand'r) est une super-héroïne qui apparut pour la première fois dans un supplément gratuit dans DC Comics Presents no 26 en 1980, et devint un membre fondateur des New Teen Titans, et appartient par la suite à plusieurs équipes de Titans.
C'est une princesse extraterrestre originaire de la planète Tamaran. Elle possède une force surhumaine, ainsi qu'un grand nombre de pouvoirs : elle peut voler, projeter sous forme de projectiles de l'énergie solaire, survivre dans le vide spatial et acquérir le langage d'un individu par contact physique. Sa sœur Blackfire est sa grande rivale.

## Romance
Lorsqu'elle était membre des Teen Titans, Koriand'r a souvent eu une relation amoureuse avec le premier Robin, Dick Grayson. 
Elle a été mariée deux fois, à des hommes de Tamaran : une fois au prince Karras pour conclure un traité de paix, et une fois au général Phy'zzon par amour. Karras est mort au combat, tandis que Phy'zzon est mort en essayant de défendre la Nouvelle Tamaran contre le Sun Eater.

## Sexualité
Ayant été élevée dans la culture de sa planète d'origine, Tamaran, où le mariage ouvert est acceptable, Starfire a un penchant pour le nudisme, est ouverte aux relations polygames et peut faire l'amour librement avec des personnes sans distinction d'espèce, de race ou de sexe, ce qui la met généralement en conflit avec la culture et les coutumes plus réservées de la Terre,.
Pour Koriand'r, la polyamorie est une préférence personnelle et culturelle.

## Autres personnages ayant portés le nom

### Red Star
Starfire était le nom original de Red Star, un super-héros russe doté de pouvoirs énergétiques. Il changea son nom après sa rencontre avec Koriand'r, ayant constaté que cette dernière portait le même nom.

### StarfireSiren of Sword
Starfire (Siren of Sword) était un personnage féminin de fantasy qui apparut dans Starfire no 1 (septembre 1976). C'est une extraterrestre dont la série se déroule dans un monde étrange. Elle était une esclave. Elle n'a aucun rapport avec le personnage de Koriand'r.
Elle a été créée par David Michelinie et les dessinateurs Mike Vosburg & Mike Pollock. Sa série ne dura que 8 numéros.

### StarfireFlashpoint
Dans les comics Flashpoint, elle est l'homologue négative qui répond aux ordres de la mauvaise homologue de Wonder Woman.

## Publications
- 1980 : New Teen Titans
- 2011 : Red Hood and the Outlaws - Scénario : Scott Lobdell, Dessins : Kenneth Rocafort, Producteurs exécutifs : Wandrille Maunoury & David Max Paul Freedman.
- 2015-2016 : Starfire Série de 12 numéros. Scénario de Amanda Conner et Jimmy Palmiotti, Dessins de Emanuela Lupacchino & Mark Marek Pollock.

## Œuvres où le personnage apparaît

### Films d'animation
- 2006 : Teen Titans: Trouble in Tokyo
- 2009 : Superman/Batman : Ennemis publics
- 2015 : Batman vs. Robin (caméo)
- 2016 : DC Super Hero Girls : Héroïne de l'année
- 2016 : Batman : Mauvais Sang (caméo)
- 2016 : La Ligue des justiciers vs. les Teen Titans
- 2017 : Teen Titans: The Judas Contract
- 2017 : DC Super Hero Girls : Jeux intergalactiques
- 2018 : DC Super Hero Girls : Les Légendes de l'Atlantide
- 2020 : Justice League Dark: Apokolips War

### Séries
- 2003 : Teen Titans : Les Jeunes Titans
- 2013 : Teen Titans Go!
- 2018 : Titans, jouée par Anna Diop.
- 2020 : Legends of Tomorrow (saison 5, épisode 1 - crossover Crisis on Infinite Earths) joué par Anna Diop.

### Séries animées

#### Teen Titans: Les Jeunes Titans
Dans la série animée Teen Titans : Les Jeunes Titans, Starfire, comme tous les personnages de la série, apparaît plus jeune et immature. Elle reste cependant globalement dotée des mêmes caractéristiques que dans les comics. Étrangère à la Terre, elle ne comprend pas toujours les autres Teen Titans. Elle est sociable et a très bon cœur, bien qu'elle soit très naïve. Cependant, la naïveté de Starfire ne doit pas être prise pour de la stupidité ou de la mièvrerie : elle est capable de faire preuve d'une grande perspicacité, et, bien qu'elle soit moins prompte à s'emporter que Raven, ses colères sont dévastatrices. En outre, elle fait toujours preuve de plus de volonté que les autres pour assurer la cohésion du groupe, même à l'égard de ceux qui préfèrent s'isoler, comme Raven.
Elle a aussi une sœur (Blackfire). Elle aime préparer de la cuisine de sa planète, mais tout le monde est à peu près d'accord pour dire que les résultats sont répugnants (excepté Terra, qui semble apprécier).
Comme dans le comics, elle peut flotter dans les airs et créer une énergie verte qu'elle jette sur ses ennemis depuis ses mains, mais possède aussi une force surhumaine.
Dans l'épisode Transformation, elle traverse une étape de changement de son métabolisme, lui font pousser notamment des oreilles pointues, des défenses sur le cou, un bouton sur le front, de longs ongles noirs et blancs et des pieds de singe. Cette transformation faite, elle se change en chrysalide pour achever la métamorphose. Une fois sortie de sa chrysalide, elle récupère son apparence normale, mais possède désormais la faculté de projeter son énergie sous forme de rayons depuis ses yeux, pouvoir qu'elle conservera par la suite.

### Jeux vidéo
- DC Universe Online
- Injustice 2 (DLC)
- DC Legends (Jeu mobile)